# 谷口怜
谷口 怜（たにぐち さとし、Satoshi Taniguchi）は、日本の獣医師、ウイルス学者。東京大学大学院医学系研究科 准教授。学位は博士（獣医学）（東京大学・2014年）。専門は人獣共通感染症学、実験動物モデルを用いた病原性解析など。

## 来歴
2003年、私立六甲高等学校を卒業。東京大学に入学する。2010年、東京大学農学部 獣医学専修を卒業。卒業後、米国に留学してウイルス学、感染症学などの見識を広めた。
2014年、東京大学大学院農学生命科学研究科 獣医学専攻 博士課程修了。人獣共通感染症学で名高い吉川泰弘、日本獣医学会理事長も務めた久和茂などの教えを受けて博士（獣医学）を取得した。
2014年4月から、厚生労働省 国立感染症研究所 ウイルス第一部第一室に研究員として入省する。2016年、同研究所 ウイルス第一部第二室に移動。2018年、同研究所 ウイルス第一部第二室 主任研究官に昇進した。その間、2021年から2023年1月まで米国 University of Texas Medical Branchに留学し人獣共通感染症学などの研究を深めた。
2024年1月から、母校である東京大学の医学系研究科 国際保健学専攻 国際生物医科学講座 発達医科学分野（モイ研究室）に准教授として着任した。

## 所属学会
- 日本獣医学会
- 日本ウイルス学会
- 日本実験動物学会